# Torii Tadamasa
Torii Tadamasa (鳥居 忠政, 1567, mort le 2 octobre 1628) est le premier daimyō du domaine d'Iwakitaira dans la province de Mutsu au Japon, d'une valeur de 100 000 koku en 1603.
En 1622, il est déplacé dans le fief plus grand de Yamagata, province de Dewa, aux revenus de 260 000 koku.